# Mistrzostwa Europy we Wspinaczce Sportowej 1998
Mistrzostwa Europy we wspinaczce sportowej 1998 – 3. edycja mistrzostw Europy we wspinaczce sportowej, która odbyła się 3 kwietnia 1998 roku w niemieckiej Norymberdze. Tomasz Oleksy wywalczył złoty medal we wspinaczce sportowej w konkurencji na szybkość.
Podczas zawodów wspinaczkowych zawodnicy i zawodniczki rywalizowali w 4 konkurencjach.

## Harmonogram
Legenda
| E | Eliminacje |  | Finał (ilość) |

| Kwiecień 1998       | 2 | 3 | 4 |
| ------------------- | - | - | - |
| Wspinaczka sportowa |   | 4 |   |

## Konkurencje
Mężczyźni
- prowadzenie i wspinaczka na szybkość

Kobiety
- prowadzenie oraz wspinaczka na szybkość

## Uczestnicy
Zawodnicy i zawodniczki podczas zawodów wspinaczkowych w 1998 roku rywalizowali w 4 konkurencjach. Łącznie do mistrzostw Europy zgłoszonych zostało 159 wspinaczy (każdy zawodnik miał prawo startować w każdej konkurencji o ile do niej został zgłoszony i zaakceptowany przez IFCS i organizatora zawodów). 
| Lp.   |           | ↓ Uczestnicy – konkurencje → |     | prowadzenie | na szybkość |
| ----- | --------- | ---------------------------- | --- | ----------- | ----------- |
| 1.    | Mężczyźni | 63                           | 31  |             |             |
| 2.    | Kobiety   | 49                           | 16  |             |             |
| Razem | Razem     | Razem                        | 112 | 47          |             |

### Reprezentacja Polski
- Kobiety:
  - w prowadzeniu; Renata Piszczek była 19, a Iwona Gronkiewicz-Marcisz zajęła 20 miejsce,
  - we wspinaczce na szybkość; Renata Piszczek była sklasyfikowana na 5-8 miejscu.
- Mężczyźni:
  - w prowadzeniu; Tomasz Oleksy był 21, a Łukasz Müller zajął 39-44 miejsce a Adam Liana był 46,
  - we wspinaczce na szybkość; Tomasz Oleksy zajął 1 m., a Lukasz Müller był sklasyfikowany na 9-10 miejscu.

## Medaliści
| Konkurencja             | Złoto                         | Srebro                       | Brąz                          |
| ----------------------- | ----------------------------- | ---------------------------- | ----------------------------- |
| Mężczyźni               |                               |                              |                               |
| prowadzenie (3.04)      | Wielka Brytania · Ian Vickers | Włochy · Cristian Brenna     | Niemcy · Christian Bindhammer |
| wsp. na szybkość (3.04) | Polska · Tomasz Oleksy        | Ukraina · Ołeksandr Paukajew | Ukraina · Wołodymyr Zacharow  |
| Kobiety                 |                               |                              |                               |
| prowadzenie (3.04)      | Belgia · Muriel Sarkany       | Rosja · Wiera Czereszniewa   | Francja · Liv Sansoz          |
| wsp. na szybkość (3.04) | Francja · Cécile Avezou       | Ukraina · Ołena Riepko       | Rosja · Zosia Podgorbounskicz |

## Wyniki
* Zawodnicy gospodarza zawodów zostali zaznaczeni tym kolorem.

### Prowadzenie
| Mężczyźni | Mężczyźni             | Mężczyźni       |
| --------- | --------------------- | --------------- |
| Miejsce   | Zawodnik              | Państwo         |
| złoto     | Ian Vickers           | Wielka Brytania |
| srebro    | Cristian Brenna       | Włochy          |
| brąz      | Christian Bindhammer  | Niemcy          |
| 4         | François Petit        | Francja         |
| 5         | Saławat Rachmietow    | Rosja           |
| 6         | Arnaud Petit          | Francja         |
| 7         | Jurij Golob           | Słowenia        |
| 8         | Ludovic Laurence      | Francja         |
| 9         | Maksym Petrenko       | Ukraina         |
| 10        | Andreas Bindhammer    | Niemcy          |
| 10        | David Caude           | Francja         |
| 10        | Siergiej Czemoulinkin | Rosja           |
| 10        | Christian Core        | Włochy          |
| 10        | François Legrand      | Francja         |

| Kobiety | Kobiety             | Kobiety    |
| ------- | ------------------- | ---------- |
| Miejsce | Zawodniczka         | Państwo    |
| złoto   | Muriel Sarkany      | Belgia     |
| srebro  | Wiera Czereszniewa  | Rosja      |
| brąz    | Liv Sansoz          | Francja    |
| 4       | Stéphanie Bodet     | Francja    |
| 5       | Martina Čufar       | Słowenia   |
| 6       | Natalie Richer      | Francja    |
| 7       | Marietta Uhden      | Niemcy     |
| 8       | Margaux Hilly       | Francja    |
| 9       | Luisa Iovane        | Włochy     |
| 10      | Jelena Czumiłowa    | Rosja      |
| 11      | Cécile Avezou       | Francja    |
| 12      | Natalja Niestierowa | Rosja      |
| 13      | Annatina Schultz    | Szwajcaria |
| 14      | Bettina Schöpf      | Austria    |

### Wspinaczka na szybkość
| Mężczyźni | Mężczyźni                      | Mężczyźni |
| --------- | ------------------------------ | --------- |
| Miejsce   | Zawodnik                       | Państwo   |
| złoto     | Tomasz Oleksy                  | Polska    |
| srebro    | Ołeksandr Paukajew             | Ukraina   |
| brąz      | Wołodymyr Zacharow             | Ukraina   |
| 4         | Władisław Baranow              | Rosja     |
| 5         | Daniel Andrada                 | Hiszpania |
| 5         | Said Belhaj                    | Szwecja   |
| 5         | Jewhen Krywoszejcew            | Ukraina   |
| 5         | Władimir Niecwietajew-Dołgalow | Rosja     |
| 9         | Dmitrij Byczkow                | Rosja     |
| 9         | Łukasz Müller                  | Polska    |

| Kobiety | Kobiety               | Kobiety  |
| ------- | --------------------- | -------- |
| Miejsce | Zawodniczka           | Państwo  |
| złoto   | Cécile Avezou         | Francja  |
| srebro  | Ołena Riepko          | Ukraina  |
| brąz    | Zosia Podgorbounskicz | Rosja    |
| 4       | Irina Zajcewa         | Norwegia |
| 5       | Renata Piszczek       | Polska   |
| 5       | Olga Bibik            | Rosja    |
| 5       | Ines Bischoff         | Niemcy   |
| 5       | Natalja Nowikowa      | Rosja    |
| 9       | Kim Anthoni           | Belgia   |
| 10      | Olha Zacharowa        | Ukraina  |

## Klasyfikacja medalowa
* Organizator zawodów został zaznaczony tym kolorem,  Polskę  oznaczono tekstem pogrubionym.
|                   |                   |                   |   |   |   |    |   |   |   |   |   |   |
| 1                 | Francja           | 1                 | 0 | 1 | 2 | 0  | 0 | 0 | 1 | 0 | 1 |   |
| 3                 | Belgia            | 1                 | 0 | 0 | 1 | 0  | 0 | 0 | 1 | 0 | 0 |   |
| 3                 | Polska            | 1                 | 0 | 0 | 1 | 1  | 0 | 0 | 0 | 0 | 0 |   |
| 3                 | Wielka Brytania   | 1                 | 0 | 0 | 1 | 1  | 0 | 0 | 0 | 0 | 0 |   |
| 5                 | Ukraina           | 0                 | 2 | 1 | 3 | 0  | 1 | 1 | 0 | 1 | 0 |   |
| 6                 | Rosja             | 0                 | 1 | 1 | 2 | 0  | 0 | 0 | 0 | 1 | 1 |   |
| 7                 | Włochy            | 0                 | 1 | 0 | 1 | 0  | 1 | 0 | 0 | 0 | 0 |   |
| 8                 | Niemcy            | 0                 | 0 | 1 | 1 | 0  | 0 | 1 | 0 | 0 | 0 |   |
|                   |                   |                   |   |   |   |    |   |   |   |   |   |   |
| Ogółem (8 państw) | Ogółem (8 państw) | Ogółem (8 państw) | 4 | 4 | 4 | 12 | 2 | 2 | 2 | 2 | 2 | 2 |

Źródło: